# 359 f.Kr.

## Händelser

### Efter plats

#### Makedonien
- Den makedoniske kungen Perdikkas III dödas, medan han försvarar landet mot ett illyriskt anfall lett av kung Bardylis. Han efterträds av sin nyfödde son Amyntas IV. Barnets far Filip II tar över förmyndarregeringen.
- Filip II utropar sig själv till kung av Makedonien. Han bedömer inte Amyntas IV vara något hot, så han låter honom leva, medan han själv blir kung.
- Illyrierna förbereder att närma sig Makedonien, paionierna kommer härjande norrifrån och två tronkrävare stöds av utländska makter. Filip II lyckas dock muta sina farliga grannar och avträder, genom ett avtal, Amfipolis till Aten.

## Födda
- Filip III av Makedonien, bror och efterträdare till Alexander den store (född omkring detta år; död 317 f.Kr.)

## Avlidna
- Perdikkas III, kung av Makedonien sedan 364 f.Kr.